# Rody Rijnders

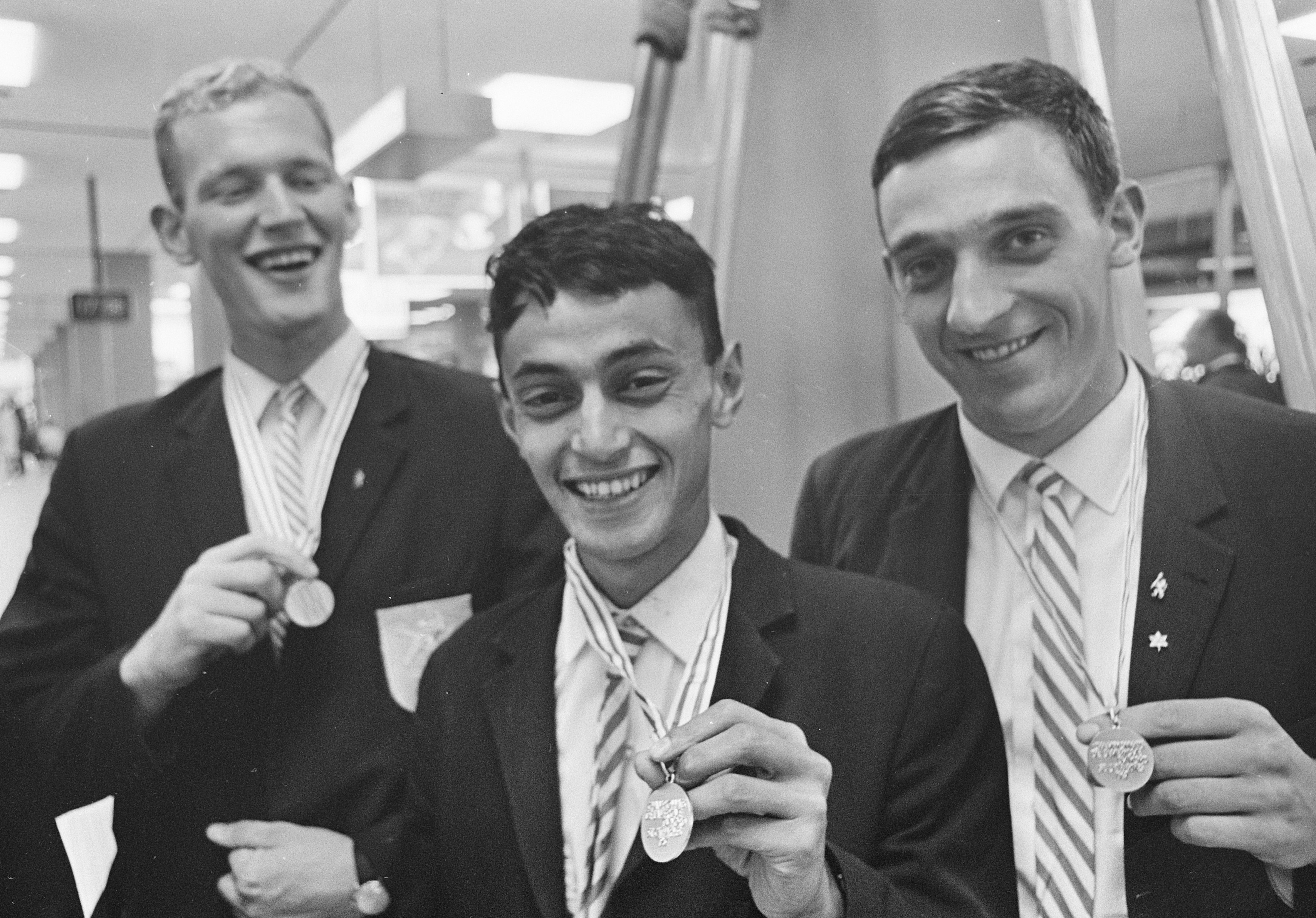
V. l. n. r.: Hadriaan van Nes, Rody Rijnders, Herman Suselbeek

Roderick Falesca Renée Trygvae „Rody“ Rijnders (* 1. März 1941 in Balikpapan, heute Indonesien; † 15. Januar 2018) war ein niederländischer Steuermann im Rudern.
Rody Rijnders vom Ruderverein D.S.R.V. Laga in Delft gewann seine erste internationale Medaille bei den Europameisterschaften 1965 in Duisburg: zusammen mit Hadriaan van Nes und Lex Winter erhielt er die Bronzemedaille im Zweier mit Steuermann hinter den Booten aus der Sowjetunion und aus Italien. 1967 und 1968 steuerte Rijnders den neuen Zweier mit Hadriaan van Nes und Herman Suselbeek. Bei den Olympischen Spielen 1968 gewannen die drei die Silbermedaille hinter den Italienern.